# Station Rotenburg (Wümme)
Station Rotenburg (Wümme) (Bahnhof Rotenburg (Wümme)) is een Duits spoorwegstation aan de spoorlijn Wanne-Eickel - Hamburg en de spoorlijn Verden - Rotenburg. Het station bevindt zich ten noorden van het stadscentrum van de Nedersaksische stad Rotenburg.

## Geschiedenis
Het station werd in 1874 aan de spoorlijn Hamburg-Bremen geopend. Tussen 1906 en 1928 werden de spoorlijnen naar Bremervörde en Hannover (Spoorlijn Hannover - Bremervörde) en naar Verden (Aller) geopend. In 1958 werd de verbinding naar Walsrode voor reizigersvervoer stilgelegd, de noordelijke verbinding naar Bremervörde volgde in 1969. Terwijl over deze lijnen nog sporadisch goederentreinen reden, werd het zuidelijke trajectdeel in 2005 stilgelegd, en de wissel werd weggehaald. In 1968 werd het station geëlektrificeerd. In 1984 werd het station flink verbouwd, dit hing samen met de uitbouw van de spoorlijn Hamburg-Bremen naar drie sporen.

## Indeling
Het  oost-west georiënteerde station heeft een hoofdperron (spoor 6) aan het zuidelijk gelegen stationsgebouw en een eilandperron (spoor 4 en 5). 
In het westen lag het goederenstation dat tegenwoordig alleen uit rangeersporen bestaat. In het zuiden bevinden zich Parkeer en Reisplaatsen. Tot 2009 werd de stationsomgeving verbouwd en werden oude stationsgebouwen afgebroken. Deze werden vervangen door een kleiner gebouw met een loket en kiosk. Bovendien werd een busstation gebouwd en een grote overdekte fietsenstalling geplaatst. Het station is in 2007 toegankelijk gemaakt voor rolstoelgebruikers.

## Verbindingen
Het station wordt alleen door regionale treinen bediend. In 2022  is het station onderdeel gaan uitmaken van de Regio-S-Bahn Bremen/Niedersachsen, toen de lijn RS 5 in dienst kwam. De volgende treinseries doen station Rotenburg (Wümme) aan:
| Serie | Treinsoort                   | Route                                                                                           | Bijzonderheden                                                              |
| ----- | ---------------------------- | ----------------------------------------------------------------------------------------------- | --------------------------------------------------------------------------- |
| RE 4  | Regional-Express (metronom)  | Bremen Hbf – Rotenburg (Wümme) – Buchholz (Nordheide) – Hamburg-Harburg – Hamburg Hbf           |                                                                             |
| RB 41 | Regionalbahn (metronom)      | Hamburg Hbf – Hamburg-Harburg – Buchholz (Nordheide) – Tostedt – Rotenburg (Wümme) – Bremen Hbf |                                                                             |
| RB 76 | Regionalbahn (DB Regio Nord) | (Verden (Aller) – Rotenburg (Wümme)                                                             | Weser-Aller-Bahn 1x per twee uur Verden-Rotenburg (1x per uur in de spits). |